# Włodzimierz Smolarek
Włodzimierz Wojciech Smolarek (16. juli 1957 i Aleksandrów Łódzki, Polen – 7. marts 2012 smst) var en polsk fodboldspiller, der spillede som angriber hos flere europæiske klubber, samt for Polens landshold. Af hans klubber kan blandt andet nævnes Widzew Łódź og Legia Warszawa i hjemlandet, samt hollandske Feyenoord.
Smolarek var far til en anden professionel fodboldspiller, Euzebiusz Smolarek.

## Landshold
Smolarek spillede i årene mellem 1980 og 1992 60 kampe for Polens landshold, hvori han scorede 13 mål. Han var med til at vinde bronze ved VM i 1982, og deltog også ved VM i 1986.